# شيراغ يونايتد كيرلا
نادي شيراغ يونايتد كيرلا هو نادي كرة قدم هندي أٌسس عام 2004. يلعب النادي في National Football League (India) ‏.